# 竹村翔
竹村 翔（たけむら しょう、1995年8月26日 - ）は、日本の俳優。東京都出身。身長：171cm。スターダストプロモーションに所属していた。元超特急のメンバー。

## 出演

### テレビドラマ
- 遥かなる絆 第5話（2009年5月16日、NHK）
- 西村京太郎トラベルミステリー53（2010年2月6日、テレビ朝日）
- 死の三角地点〜奥会津隠れ里伝説殺人事件〜（2011年7月15日、フジテレビ）
- 白虎隊〜敗れざる者たち（2013年1月2日、テレビ東京） - 伊藤俊彦 役

### 映画
- 少林少女（2008年4月26日、東宝）